# Phumosia bicolor
Phumosia bicolor este o specie de muște din genul Phumosia, familia Calliphoridae. A fost descrisă pentru prima dată de Mario Bezzi în anul 1908. Conform Catalogue of Life specia Phumosia bicolor nu are subspecii cunoscute.